# Linux-EduCD

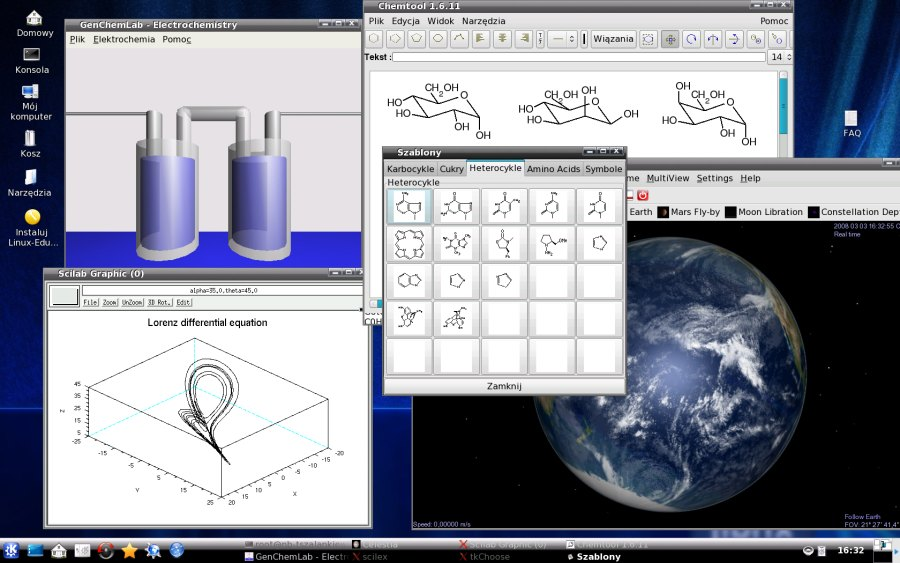
Linux-EduCD 0.9

Linux-EduCD – polska dystrybucja Linuksa uruchamiana z napędu CD-ROM, bez konieczności instalacji na dysku twardym. Wersja 0.9 bazuje na PCLinuxOS MiniMe i Mandriva Linux; wcześniejsze wydania były oparte na kodzie źródłowym dystybucji Knoppix i Ubuntu.
Dystrybucja jest dostosowana do wymogów polskich szkół, udostępniana jest użytkownikom na licencji GPL (bezpłatnie, również do wszelkich zastosowań komercyjnych). Jej autorem jest Rajmund Radziewicz.
W skład Linux-EduCD wchodzą prawie wyłącznie pakiety edukacyjne, graficzne, biurowe i multimedialne. Dodatkową różnicą między Linux-EduCD a Knoppiksem było dokładniejsze tłumaczenie aplikacji systemowych na język polski i polska dokumentacja (w wersji 0.41 „minipodręcznik” dystrybucji liczy blisko 100 stron). Dodatkowo na płycie umieszczono serwer LTSP, a także skrypty ułatwiające konfigurację niektórych ustawień systemowych.
W skład całego pakietu edukacyjnego wchodzi także dodatkowa płyta o nazwie Homepack, zawierająca dodatkowe oprogramowanie, przeznaczone dla użytkowników którzy zdecydowali się zainstalować system na dysku.
W czerwcu 2009 roku wydano wersję 1.0.